# Anthony Marchi
Anthony Marchi (Londra, 21 gennaio 1933 – Chelmsford, 15 marzo 2022) è stato un calciatore e allenatore di calcio inglese, di ruolo centrocampista.

## Carriera
Cresciuto nelle giovanili del Tottenham, debuttò a 17 anni in prima squadra nell'aprile del 1950, ma fino al 1954, con il passaggio di Ronnie Burgess allo Swansea City trovò poco spazio con la maglia degli Spurs.
Nel 1957 si trasferisce in Italia al Lanerossi Vicenza, giocando 30 incontri e mettendo a segno 7 reti. Passa poi al Talmone Torino con cui gioca 29 partite con 4 gol.
Ritornato al Tottenham nel 1959, non riuscì a trovare molto spazio in squadra, dato che nel frattempo gli Spurs lo avevano sostituito con Dave Mackay. Fu solo quando Danny Blanchflower e lo stesso Mackay si infortunarono contemporaneamente che Marchi poté trovare un posto da titolare: dopo le sue ottime prestazioni nella stagione 1962-1963, la stagione successiva venne nominato capitano della squadra.
Lasciò il Tottenham nel 1965 per diventare allenatore del Cambridge City, formazione impegnata nella Southern League, non dopo aver festeggiato la vittoria di due First Division (1951 e 1961, gli unici della storia della formazione bianco-blu), di due FA Cup (1961 e 1962) di due Community Shield (1962 e 1963) e della Coppa delle Coppe 1962-1963.
Per un breve periodo fu allenatore anche del Northampton Town.

## Palmarès

### Giocatore

#### Competizioni nazionali
- Campionato inglese: 2

Tottenham: 1950-1951, 1960-1961
- Coppa d'Inghilterra: 2

Tottenham: 1960-1961, 1961-1962
- Community Shield: 3

Tottenham: 1951, 1961, 1962
- Second Division: 1

Tottenham: 1949-1950

#### Competizioni internazionali
- Coppa delle Coppe: 1

Tottenham: 1962-1963